# Normalizace

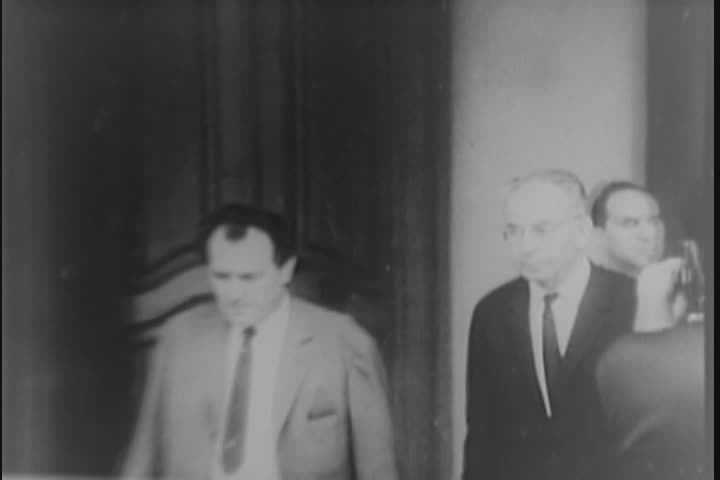
Gustáv Husák (vpravo) a Vasil Biľak, hlavní političtí představitelé normalizace

Normalizace v československých dějinách je období od násilného potlačení pražského jara v roce 1968 armádami Varšavské smlouvy.
Potřeba „normalizace poměrů“ původně byla oficiálním zdůvodněním represivních opatření na počátku této epochy, jako byly čistky v komunistické straně, propouštění ze zaměstnání, obnovení cenzury, zrušení mnoha zájmových a politických sdružení a organizací a další. K postupnému znovuutužování komunistické moci došlo zejména v 70. letech, např. čistka v armádě proběhla v letech 1970–1974.
V 80. letech již komunistická propaganda používala výraz normalizace spíše pro vztahy mezi státy či pro vnitropolitickou zahraniční situaci, zejména v Polsku.
Název „normalizace“ se občas přenáší na celou éru, během níž už „normalizační proces“ sice neprobíhal, ale normalizační opatření zůstávala v platnosti, tj. až do listopadu 1989. Samotná strana používala termín konsolidace, jak zmínila Jiřina Švorcová v debatě s Pavlem Tigridem v roce 1996.

## Původ výrazu
Termín normalizace pochází z Moskevského protokolu, prohlašujícího faktickou kapitulaci ČSSR, zakládajícího okupační režim a podepsaného 27. srpna 1968. Poučení z krizového vývoje zakrývá a přejmenovává obsah protokolu jako normalizace takto: „Českoslovenští představitelé v tomto dokumentu vyjádřili své odhodlání dosáhnout normalizace poměrů v naší zemi na základě marxismu-leninismu, obnovit vedoucí úlohu strany a autoritu státní moci dělnické třídy, vyřadit kontrarevoluční organizace z politického života a upevnit mezinárodní svazky ČSSR se Sovětským svazem a dalšími socialistickými spojenci. (…) Na celkových pozitivních výsledcích moskevských jednání se z československé strany aktivně podíleli L. Svoboda, G. Husák, V. Biľak a další politici zaujímající jasné třídní internacionalistické pozice.“
Po celou dobu normalizace byla na československém území umístěna sovětská okupační vojska. Režim byl nadále zcela nedemokratický, útlak byl však v 70. a 80. letech uplatňován mírnějšími nebo skrytějšími metodami než v 50. letech, šlo o aplikaci sovětské verze neostalinismu v našich středoevropských podmínkách.

## Průběh normalizace

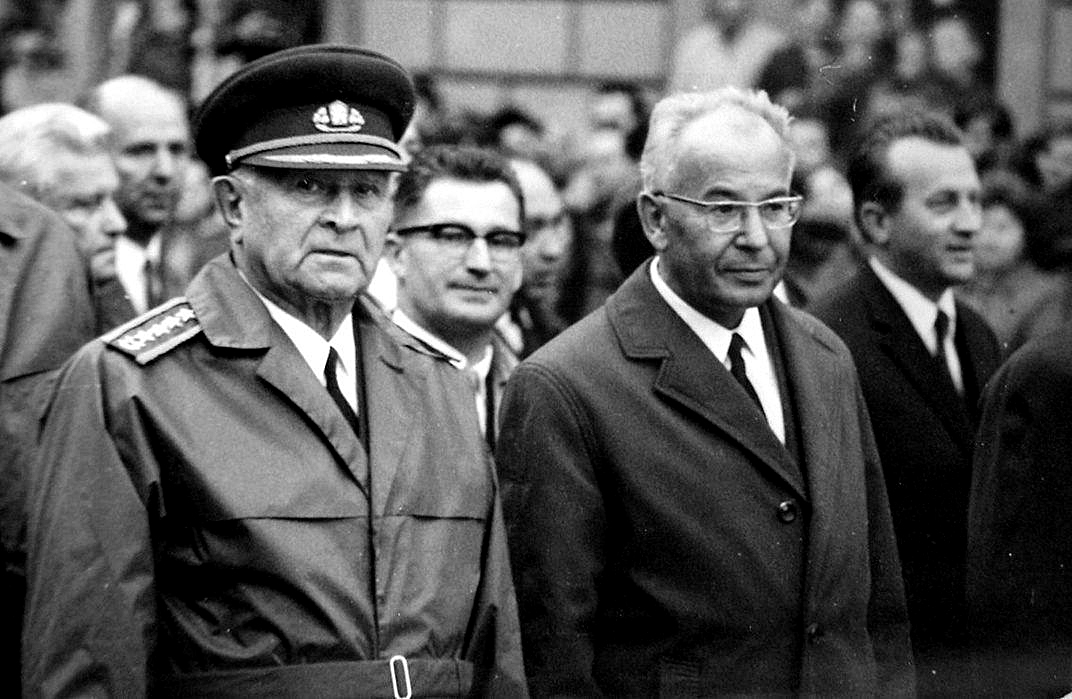
Ludvík Svoboda a Gustáv Husák na oslavách 25. výročí SNP (1969)

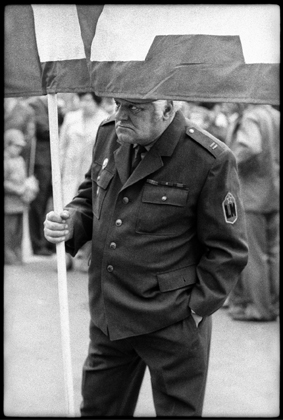
Milicionář, Praha 1975

Od 23. srpna 1968 do dubna 1969 byl postupně oslabován vliv prvního tajemníka ÚV KSČ Alexandra Dubčeka a jeho vedení a začínaly první čistky. Na plénu ÚV KSČ dne 17. dubna 1969 byl do funkce prvního tajemníka ÚV KSČ zvolen Gustáv Husák (socialismus s lidskou tváří se změnil v tzv. „socialismus s husí kůží“).
Byly zrušeny mnohé organizace (některé již podruhé), například Junák, Sokol, K-231, KAN, kulturní spolky a jiné. Byly zrušeny nejen tzv. polednové reformy z ledna 1968, ale i reformy provedené před rokem 1968 (Nová hospodářská soustava, poměrně mírná cenzura, liberální výuka na školách, relativní umělecká svoboda ve filmu, divadle atd). V Bezpečnosti, armádě, odborové organizaci a v nezrušených zájmových organizacích a složkách Národní fronty byly provedeny důkladné čistky. Kádrování z hlediska postoje v roce 1968 trvalo po celou dobu normalizace.
16. října 1968 byla podepsána smlouva „o dočasném pobytu sovětských vojsk“ uzákoňující přítomnost sovětské armády na území Československa. Smlouva byla poté schválena Národním shromážděním. Pro hlasovalo 228 poslanců, 10 se zdrželo a proti byli pouze čtyři: František Kriegel, František Vodsloň, Gertruda Sekaninová-Čakrtová a Božena Fuková. Armáda SSSR z Československa odešla až po skončení komunistického režimu, poslední sovětští vojáci odjeli roku 1991; koncem 80. let bylo v ČSSR umístěno 73 500 sovětských vojáků ve více než 80 posádkách.
Při zasedání ÚV KSČ 17. 11. 1968 bylo mj. zřízeno Byro pro řízení stranické práce v českých zemích, jehož předsedou byl ustanoven Lubomír Štrougal.
Po rozsáhlých demonstracích ve dnech 18.–21. srpna 1969 předsednictvo Federálního shromáždění 22. srpna 1969 přijalo zákonné opatření č. 99/1969 Sb. (tzv. pendrekový zákon), které umožnilo tvrdě postihovat účastníky demonstrací a kohokoli, kdo „narušoval socialistický společenský řád“. Zákon podepsali Svoboda, Dubček a Černík.
Na základě dopisu Ústředního výboru KSČ z ledna 1970 byla zahájena čistka uvnitř strany, v jejímž rámci byli prověrkovými komisemi vyloučeni členové, kteří se účastnili obrodného procesu nebo nebyli loajální vůči normalizaci. Vyloučen byl i Alexander Dubček. Do jara 1971 bylo vyloučeno nebo vyškrtnuto na 30 000 komunistů, vesměs postižených i zákazem výkonu svých povolání.
Již probíhající proces normalizace byl potvrzen zasedáním Ústředního výboru KSČ z 11. a 12. prosince 1970. Nové Husákovo vedení strany na něm přijalo tzv. Poučení z krizového vývoje. Tento text popisuje příčiny, průběh a ukončení pražského jara z hlediska stalinistického vidění světa. V poučení se konstatuje, že liberální komunisté pronikli do všech oblastí veřejného, hospodářského a politického života už dávno před rokem 1968 (např. včetně Ústavu dějin KSČ, Vysoké stranické školy, Ústavu politických věd). Obavy vedení KSČ z jakékoli liberalizace negativně ovlivňovaly život společnosti až do roku 1989.
Byla zavedena tuhá cenzura. Z komunistické strany bylo vyloučeno 327 000 lidí. O práci přišlo asi 350 000 lidí, z vedoucích míst museli odejít lidé s liberálními názory, mnoha mladým lidem nebylo z kádrových důvodů umožněno studium. Tisíce lidí opustily dobrovolně nebo z donucení republiku. Zrušila se liberální Nová hospodářská soustava plánování. Úroveň občanských a hospodářských svobod se vrátila zhruba na úroveň druhé poloviny 50. let. Korupce dosáhla do té doby nepředstavitelné úrovně. Normalizace silně působila i v polovině osmdesátých let, kdy se sovětský vůdce Michail Gorbačov pokoušel o reformu komunistického systému. Vliv normalizace a skutečnost, že u moci seděli lidé dosazení za normalizace, kteří se po zkušenosti ze 60. let obávali jakékoli liberalizace, znemožňoval provést zásadnější změny a způsobil, že československé vedení nebylo ochotné dostatečně pružně reformovat komunistický režim – jak lze ostatně vysledovat i v dobových tiskovinách či televizních pořadech, např. v seriálu Malé dějiny jedné rodiny z let 1988–89.
Mnozí lidé žili v době normalizace dvojí život a měli dvojí názory – jedny oficiálně, druhé v soukromí. Většina lidí považovala jakoukoliv otevřenou kritiku za zbytečnou provokaci. V osmdesátých letech se opět více aktivoval disent. Policejní represe zahrnující nevybíravé metody získávání spolupracovníků tajné Státní bezpečnosti, teroristické akce a zřejmě i policejní vraždy inscenované jako sebevraždy (např. Přemysl Coufal, Pavel Švanda) nebo nehody (Luboš Holeček) byly mírnější a méně časté než v padesátých letech (byly spíš dobře utajeny než dávány na odiv jako výstraha v letech padesátých) a koncem osmdesátých let místy ochabovaly (Pavel Wonka), nicméně naprosto systematické uplatňování metody cukru a biče, kdy režimu stačilo aby obyvatelstvo předstíralo loajálnost, vedlo k celkovému úpadku české společnosti. Na začátku sedmdesátých let došlo k mírnému hospodářskému vzestupu, který přešel v pozdějších letech do dlouhodobé stagnace a technologického zaostávání.
Duchovním, kteří nebyli dostatečně loajální vůči režimu, byl za normalizace opět odebírán státní souhlas k výkonu činnosti. Katolické církvi bylo znemožněno jmenování neloajálních biskupů a ti stávající byli tvrdě sledováni (František Tomášek, Josef Hlouch a Štěpán kardinál Trochta). Světící biskup Josef Hlouch zemřel po týrání na StB za účasti českobudějovického církevního tajemníka strany roku 1972; Štěpán Trochta byl utýrán ústeckým krajským církevním tajemníkem v roce 1974 přímo na Litoměřickém biskupství. Později Vatikán v rámci své východní politiky ústupků, kterou prosazoval kardinál Agostino Casaroli, v Československu podobně jako v Maďarsku a Polsku jmenoval několik biskupů, se kterými komunistický režim souhlasil a kteří neměli důvěru vlastních církví. Mezi takové bývá počítán administrátor olomoucké diecéze Josef Vrana. Za poměrně neškodného zřejmě komunistický režim zpočátku považoval i výborného kazatele a řečníka, moravského tradicionalistu primase českého Františka Tomáška.

## Odpor proti normalizaci

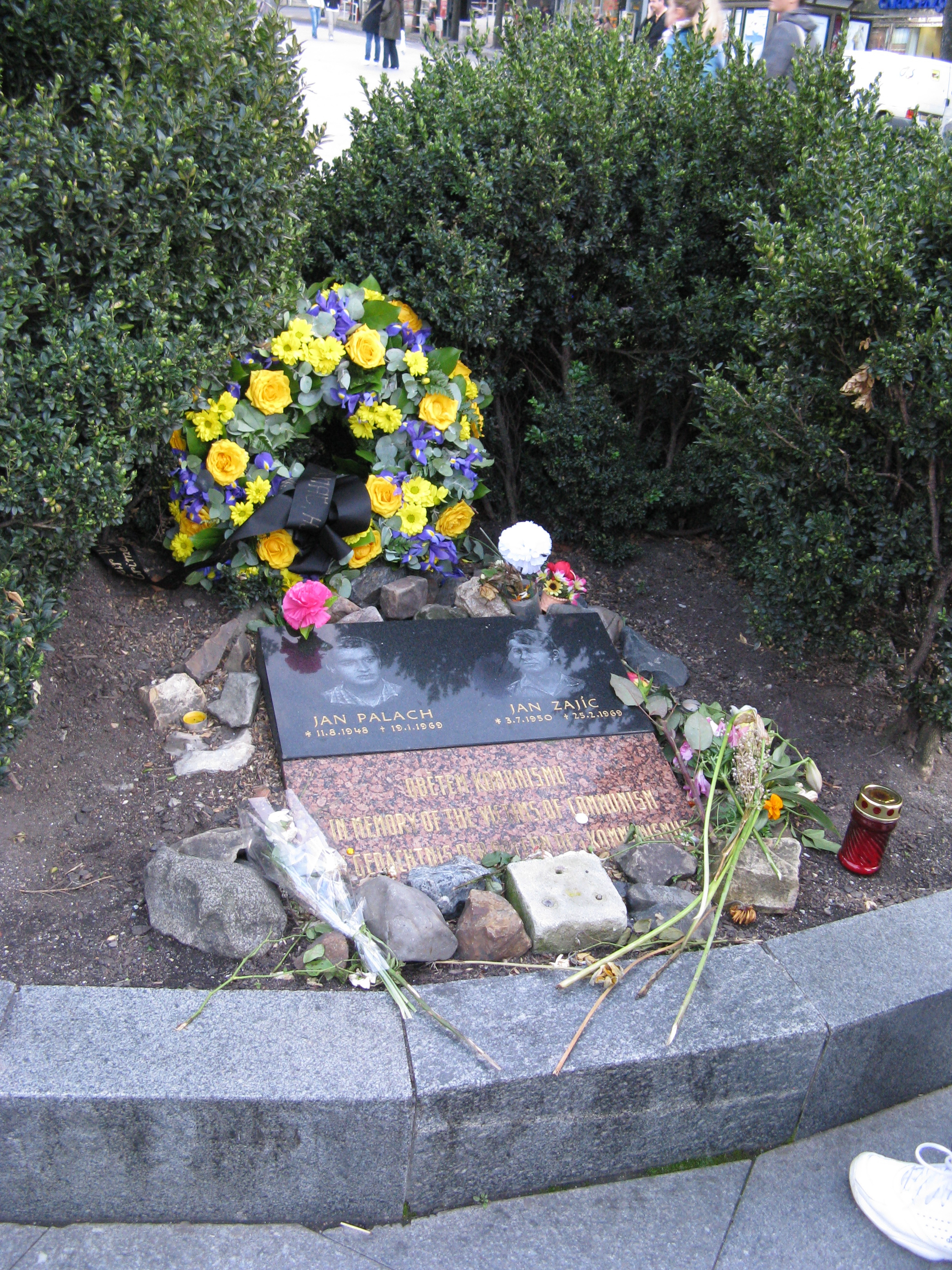
Památník Palacha a Zajíce.

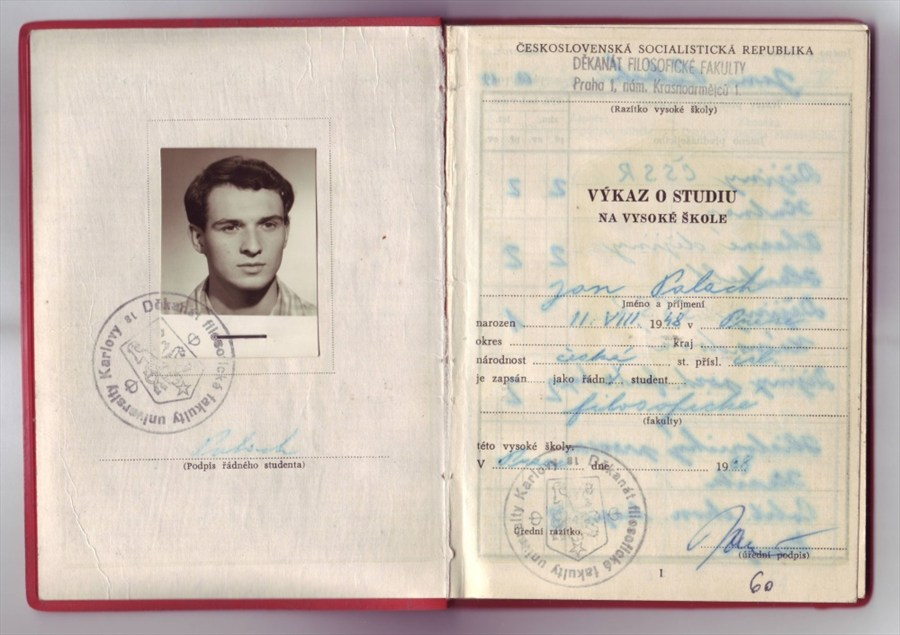
Vysokoškolský průkaz patřící Janu Palachovi.

Na protest proti začínající normalizaci se v lednu a únoru 1969 upálili v Praze studenti Jan Palach a Jan Zajíc. V lednu 1969 se v Plzni upálil dělník Josef Hlavatý a v dubnu 1969 v Jihlavě účastník vysočanského sjezdu KSČ Evžen Plocek.
Poté, co v březnu 1969 na mistrovství světa v hokeji porazilo Československo dvakrát po sobě Sovětský svaz (21. a 28. března, 2:0 a 4:3), došlo v centru Prahy k intenzivním oslavám, při kterých byly rozbity výlohy sovětské letecké společnosti Aeroflot na Václavském náměstí. Rozbití výlohy Aeroflotu bylo provokací agentů STB k získání záminky pro tvrdý policejní zásah a další represe.
21. srpna 1969 se při prvním výročí vstupu vojsk Varšavské smlouvy konaly po Praze rozsáhlé demonstrace, které byly policejně potlačeny. Již den předtím byly při střelbě milicionářů v Praze a Brně mrtví na obou[zdroj?] stranách. 21. srpna vyjela do ulic Prahy navečer s tanky i československá armáda.
V roce 1977 skupina významných osobností vytvořila občanskou iniciativu Charta 77. Její základní manifest, Prohlášení Charty 77, podepsaly v následujících měsících a letech stovky významných i obyčejných lidí, ač nebyla v Československu nikdy zveřejněna. Velká většina z nich byla perzekvována (Jan Patočka), mnozí byli propuštěni ze zaměstnání, někteří byli v rámci policejní akce Asanace vydíráním i mučením přinuceni k emigraci. Na Prohlášení Charty 77 reagovalo vedení KSČ prohlášením Za nové tvůrčí činy ve jménu socialismu a míru (Anticharta), které podepsaly tisíce významných i obyčejných lidí.
Desáté výročí 21. srpna v roce 1978 se již obešlo bez významnějších veřejných protestů, avšak lidé, zejména v Praze, vyšli do ulic oblečeni v černém.[zdroj?]
Významný podíl na aktivaci disentu měly informace šířené hlavně československými emigranty působícími v zahraničních rozhlasových stanicích Svobodná Evropa, Hlas Ameriky, britské BBC, Vatikánském rozhlase a dalších. Stát sice jejich vysílání rušil rušičkami, ale jeho finanční a technické možnosti (spotřeba nedostatkové energie) byly omezené, takže na některých vysílacích frekvencích a v některých oblastech se bublavý zvuk rušiček stal jen doplňujícím koloritem, který poslech neznemožňoval. Podobně jako v prosinci 1959 byl proveden pokus o otravu pracovníků Svobodné Evropy atropinem, také 21. února 1981 u zpravodajského oddělení československé redakce Svobodné Evropy vybuchla na podnět rumunské tajné služby nálož. Podobnou akci chystal v roce 1976 i kapitán StB Pavel Minařík, jemuž se po roce 1968 povedlo předstírat emigraci a stát se hlasatelem Svobodné Evropy. Jeho oslavná vystoupení v normalizační televizi byla natolik groteskní, že musel být „uklizen“ rozšířením fámy, že jej v Polsku přejela černá Volha a objevil se na scéně až po listopadu 1989.
Mnohá periodika byla zrušena (např. Plamen, Listy (nástupce Literárních novin), MY 69), nepohodlní novináři byli propuštěni a práce v redakcích se ujali normalizátoři. V rámci samizdatu byly vyráběny (tj. většinou opisovány na psacím stroji) nebo dováženy a distribuovány knihy i jiná exilová periodika, které kvůli cenzuře nemohly být šířeny oficiálně. Jednotlivé výtisky samizdatů (např. Vokno) kolovaly mezi mnoha čtenáři; výroba, rozmnožování a rozšiřování těchto tiskovin byly (jako nezákonné) trestány. Kromě tiskovin se samizdatem šířily i magnetofonové nahrávky (Karel Kryl atd.) a koncem 80. let i nahrávky Originálního videožurnálu, v téže době začaly vycházet i samizdatové tiskoviny (např. Lidové Noviny).